# Bohemian Sporting Club
El Bohemian Sporting Club fou un club de futbol de les Filipines de la ciutat de Manila.
Fou el club més important del país durant el primer quart de segle xx a les Filipines. A les seves files hi jugà el futbolista catalano filipí Paulí Alcàntara, que també jugà al FC Barcelona.

## Palmarès
- Campionat de les Filipines de futbol: 10
  - 1912, 1913, 1915, 1916, 1917, 1918, 1920, 1921, 1922, 1927

## Futbolistes destacats
- Paulí Alcàntara